# Spondiloartrosi
La spondiloartrosi o spondilosi o spondilodiscoartrosi è l'artrosi delle articolazioni della colonna vertebrale, caratterizzata da una lenta e progressiva degenerazione delle strutture ossee e legamentose della colonna vertebrale. È un processo degenerativo del rachide, dei dischi intervertebrali, dei corpi vertebrali e dei tessuti adiacenti intervertebrali. 
La sintomatologia primaria comporta dolore e rigidità articolari. Se grave, può causare pressione sul midollo spinale o sulle radici nervose con conseguenti disturbi sensoriali o motori, come dolore, parestesia, disturbi dell'equilibrio e debolezza muscolare degli arti.
La si riscontra sia negli esseri umani sia negli animali, soprattutto nei cani. A volte viene erroneamente confusa con la spondilite, che è invece una malattia autoimmune della tipologia delle artriti.

## Tipologia
La forma più comune di spondilosi è la spondilosi cervicale, associata a mielopatia o radicolopatia del plesso brachiale. Nel caso di spondilosi avanzata deformante, si usa più comunemente il termine spondilartrosi; la forma lombare è chiamata spondilosi lombare.
Può interessare la colonna in tutta la sua lunghezza, oppure soltanto in alcuni tratti: 
- lomboartrosi o artrosi lombare se è colpito il tratto lombare
- cervicoartrosi o artrosi cervicale se è colpito il tratto cervicale.

L'interessamento del rachide dorsale e di quello sacrale, generalmente associato a quello di altri tratti, ha minore importanza clinica, in quanto si tratta di segmenti vertebrali poco o nient'affatto mobili.

## Epidemiologia
La spondiloartrosi predilige l'età adulta e avanzata, e colpisce soprattutto i soggetti più esposti a lavori pesanti (per es. facchini, scaricatori), nei quali il rachide è sottoposto a sollecitazioni funzionali più intense, o continue (es. videoterminalisti), chi ha problemi di obesità, sedentarietà o chi ha avuto traumi della colonna vertebrale.

## Eziopatogenesi
La causa più comune di spondilosi è attribuita alla iniziale degenerazione del nucleo polposo e anche della componente fibrosa del disco intervertebrale associata alla formazione di osteofiti sulle cartilagini intervertebrali. Fattori chiamati in causa sono la disidratazione della componente fibro-cartilaginea del disco (fisiologica nella senescenza) oltre a un aumento della componente collagenosa a scapito di quella gelatinosa all'interno del disco. Ruolo rilevante hanno anche microtraumi ripetuti sulla colonna vertebrale. La spondiloartrosi consiste in un processo degenerante e graduale dello stato morboso.

## Clinica
Si presentano lombalgia, cervicalgia, rigidità della colonna vertebrale con dolore che aumenta al movimento o dopo essere rimasti per lungo tempo in piedi o seduti, parestesie che si irradiano alle estremità, debolezza muscolare diffusa, mialgia, discopatia, cefalea, vertigini, nausea, radicolopatia, stenosi spinale, astenia e malessere generale.